# Zenillia nigricornis
Zenillia nigricornis är en tvåvingeart som först beskrevs av Fabricius 1794.  Zenillia nigricornis ingår i släktet Zenillia och familjen parasitflugor. Inga underarter finns listade i Catalogue of Life.